# شانون بيكر
شانون بيكر (بالإنجليزية: Shannon Baker)‏ هي لاعبة اتحاد الرغبي نيوزيلندية وبريطانية، ولدت في 30 يناير 1980.